# 영산강

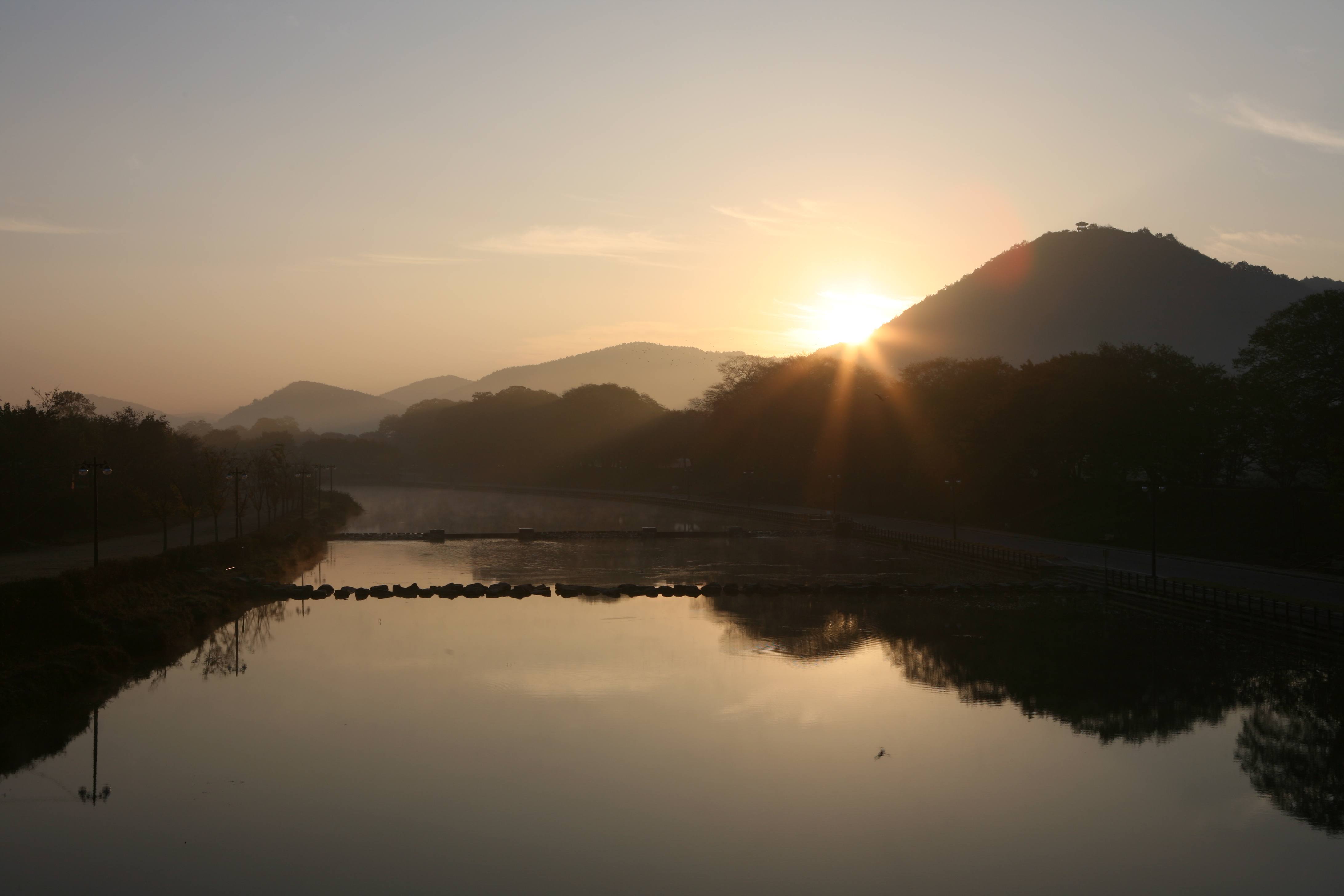
담양군 영산강 풍경

영산강(榮山江)은 대한민국 전라남도 담양군 용흥리 병풍산 북쪽 용흥사 계곡에서 발원하여, 광주광역시와 전라남도의 젖줄로서 장성군･광주광역시･나주시･함평군･영암군･무안군･목포시 등을 지나 서해로 흐르는 강으로 길이 138.75km, 유역면적 3,371km2이다. 황룡강과 광주천이 광주광역시에서 합류하고, 지석천이 나주시에서 고막원천, 함평천등이 함평군에서 합류한다.

## 발원지 정정
그동안 오랫동안 영산강의 발원지를 담양군 용면 용연리 가막골에 있는 용소(龍沼)로 알려져 왔으나, 정부 발행 <한국하천일람>에 수문학적 관점에서 영산강 본류보다 더 길다고 측량된 제1지류인 장성군 황룡강의 발원지인 담양군 월산면 용흥리 병풍산(屛風山) 북쪽 용흥사 계곡을 공식적인 발원지로 기록하고 있다.

## 지명의 유래
'영산'이라는 영산강 지명의 유래는 나주의 영산창(지금의 영산포)에서 유래했다는 주장이 유력하다. 신증동국여지승람에서도 영산창이 언급되고 고려 시대부터 이 곳에서 조창이 생겨 인근 전라도 등의 전세를 여기에 모았다가 해상으로 서울로 운반했다고 한다. 또한 흑산도 사람들이 육지로 나와서 영산포에 살아서 영산현이라고 하였다고 한다. 지금의 흑산면 영산도와 그 해역을 영산포라고 부른다. 이렇게 볼때 '영산'이라는 지명은 흑산도에서 옮겨온 것으로 볼 수 있다. 또한 다른 설들로는 영산포 영산동에 효부였던 영산 신씨를 기리는 영산사 때문에 바뀌었다는 설, 영산서원에 관련되어서 유래됐다는 것이 있다. 광주광역시 구가는 극락강이라는 다른 명칭으로도 불린다.

## 영산강의 주요 지류
제2지류인 담양읍 구간부터 영산강하굿둑까지의 구간이 국가하천으로 지정되어 있다. 영산강의 지류는 다음과 같다. 아래 명기된 목록 이외에 소하천이 몇 곳 더 있다.
- 국가하천
  - 황룡강
  - 지석천
  - 고막원천
  - 함평천
- 지방1급하천
  - 광주천

| - 지방2급하천 - 제1지류 - 북하천 - 용두천 - 약수천 - 대악천 - 덕진천 - 장성천 - 개천 - 관동천 - 단광천 - 동화천 - 구룡천 - 왕동천 - 평림천 - 송정천 - 평동천 - 지석천 - 장성천 - 도호천 - 감성천 - 나주천 - 영산천 - 조강천 - 봉황천 - 만봉천 - 신광천 - 문평천 - 덕신천 - 고막원천 - 함평천 - 덕암천 - 석진천 - 대치천 - 약곡천 - 당월천 - 삼포천 - 영암천 - 망월천 - 남창천 | - 제2지류 - 금성천 - 용천 - 수북천 - 오례천 - 증암천 - 담양 대전천 - 용전천 - 용산천 - 학림천 - 풍영정천 - 마륵천 - 세하천 - 광주천 - 서창천 |

## 섬

### 광주광역시
- 제1하중도: 광주광역시 북구 용전동 566
- 제2하중도: 광주광역시 북구 지야동 610, 691-6
- 제3하중도: 광주광역시 북구 월출동 567-1
- 제4하중도: 광주광역시 북구 대촌동 46
- 제5하중도: 광주광역시 북구 연제동 730
- 제6하중도: 광주광역시 광산구 신가동 824
- 제7하중도: 광주광역시 광산구 운남동 762-3
- 제8하중도: 광주광역시 서구 치평동 1132-1

## 같이 보기
- 영산강 대단위농업개발사업
- 영산포
- 동섬